# 世界橄榄球名人堂
世界橄榄球名人堂（英語：World Rugby Hall of Fame）由世界橄欖球總會在2006年的IRB颁奖典礼期间推出，每年举办一次或多次仪式来表彰为橄榄球运动作出重大贡献的个人或组织，包括球员、教练、管理人员、球队、机构和其他个人。